# Condado de Urbasa
El condado de Urbasa es un título nobiliario español concedido el 4 de agosto de 1875 (Real Despacho de 27 de diciembre) a Fausto de Saavedra y Cueto, hijo del duque de Rivas.
El nombre del título hace referencia a un antiguo señorío familiar situado en Urbasa, Navarra.

## Condes de Urbasa
|                          | Titular                                   | Periodo                  |
| Creación por Alfonso XII | Creación por Alfonso XII                  | Creación por Alfonso XII |
| ------------------------ | ----------------------------------------- | ------------------------ |
| I                        | Fausto de Saavedra y Cueto                | 1875-1880                |
| II                       | José de Saavedra y Salamanca              | 1884-1927                |
| III                      | Fausto de Saavedra y Collado              | 1927-1980                |
| IV                       | Jacobo Hernando Fitz-James Stuart y Gómez | 1982                     |

## Historia de los condes de Urbasa
- Fausto Ramírez de Saavedra y Cueto (Sevilla, 29 de mayo de 1842-21 de abril de 1880) I conde de Urbasa.[3] Le sucedió su hijo.

Contrajo matrimonio con María Fernanda de Salamanca y García.
- José de Saavedra y Salamanca (n. 7 de abril de 1870) II conde de Urbasa;[4] II marqués de Viana. Le sucedió su hijo.

Contrajo matrimonio con María Visitación Collado y del Alcázar, marquesa del Valle de la Paloma.
- Fausto de Saavedra y Collao (San Sebastián 8 de julio de 1902-Madrid 12 de mayo de 1980) III conde de Urbasa,[5] III marqués de Viana; VIII marqués de la Coquilla.

Contrajo matrimonio con Sofía de Lancaster y Bleck.
- Jacobo Hernando Fitz-James Stuart y Gómez (n. 5 de noviembre de 1947) IV conde de Urbasa;[6] XVI duque de Peñaranda de Duero; VIII duque de la Roca; VI marqués de La Laguna; IV marqués de Viana; XIII conde de Montijo; IX marqués de Coquilla; XVII marqués de Sofraga; XIV marqués de Villaviciosa.